# 손한서
손한서는 대한민국의 MBC 라디오 프로듀서(연출자)이다. 연출명은 손뿌잉PD다.

## 연출작
- 《문지애의 뮤직스트리트》
- 《신동, 김신영의 심심타파》
- 《장진의 라디오 북클럽》
- 《최양락의 재미있는 라디오》
- 《정오의 희망곡 현영입니다》
- 《손에 잡히는 경제》
- 《라디오학개론》
- 《신동의 심심타파》
- 《재미있는 라디오》
- 《꿈꾸는 라디오》
- 《별이빛나는밤에》
- 《두시의데이트》
- 《아이돌라디오》

## 같이 보기
- 신동
- 카라
- 바로
- 은혁
- 김신영
- 서은광